# Šu Cajhov
Šu Cajhov (kitajsko: 徐才厚; pinjin: Xu Caihou), kitajski general, * junij 1943, Vafangdjan, Ljaoning, Kitajska, † 15. marec 2015, Peking, Ljudska republika Kitajska.
Šu Cajhov je deloval kot eden od treh podpredsednikov Centralne vojaške komisije, najvišjega vojaškega svetovalnega telesa na Kitajskem. Bil je tudi član 16. in 17. centralnega komiteja Komunistične partije Kitajske.
Marca 2014 je bila proti njemu uvedena odmevna preiskava zaradi očitkov korupcije; kmalu mu je bil odvzet čin generala in izključen je bil iz partije. Postopek je bil ustavljen zaradi njegove smrti leto dni kasneje.